# 하마다 하루카
하마다 하루카(일본어: 浜田 遥, 1993년 1월 26일 ~ )는 일본의 여자 축구 선수이다.

## 국가대표팀 경력
2008년과, 2010년 FIFA U-17 여자 월드컵에 출전, 2010년 월드컵 준우승. 2012년 FIFA U-20 여자 월드컵에도 출전했다.
그녀는 2021년 4월 8일 파라과이과의 경기에서 일본 국가대표팀에 데뷔했다. 그녀는 국제 A매치 통산 2경기에 출전했다.

## 통계
| 일본 | 일본 | 일본 |
| 연도 | 출전 | 득점 |
| ---- | ---- | ---- |
| 2021 | 2    | 0    |
| 통산 | 2    | 0    |